# دينيس تشافيز
دينيس تشافيز (بالإنجليزية: Denise Chávez)‏ (15 أغسطس 1948، لاس كروسيس في الولايات المتحدة)؛ روائية أمريكية. درست في جامعة نيومكسيكو.